# Specjalistki
Specjalistki (org. Hot Properties) – amerykański sitcom o czterech kobietach pracujących wspólnie w biurze sprzedaży nieruchomości na Manhattanie. Pierwszy odcinek wyemitowano w USA 7 października 2005. W Polsce serial zadebiutował w grudniu 2006 na antenie TVN Siedem.
Czasami porównywany z Seksem w wielkim mieście opowiada historię czterech niezależnych kobiet, mniej lub bardziej profesjonalnie podchodzących do swojej pracy, mających różne osobowości i popadających w najróżniejsze tarapaty. Zdecydowano się nakręcić jedynie 13 odcinków w związku z niezadowalającą oglądalnością. W USA ostatni odcinek stacja ABC wyemitowała 30 grudnia 2005.

## W rolach głównych
- Ava Summerlin – Gail O’Grady
- Chloe Reid – Nicole Sullivan
- Lola Hernandez – Sofía Vergara
- Emerson Ives – Christina Moore
- Dr. Sellers Boyd – Evan Handler
- Dr. Charlie Thorpe – Stephen Dunham
- Mary – Amy Hill

## Odcinki
| # odcinka | Tytuł                                           | Oryginalna data emisji |
| --------- | ----------------------------------------------- | ---------------------- |
| 1         | Pilot                                           | 7 października 2005    |
| 2         | Chick Stuff                                     | 14 października 2005   |
| 3         | Online Dating                                   | 21 października 2005   |
| 4         | Sex, Lies & Chubby Chasers                      | 28 października 2005   |
| 5         | Dating Up, Dating Down                          | 4 listopada 2005       |
| 6         | Waiting For Oprah                               | 11 listopada 2005      |
| 7         | Return of the Ring                              | 15 listopada 2005      |
| 8         | When Chloe Met Marco                            | 18 listopada 2005      |
| 9         | Whatever Lola Wants                             | 25 listopada 2005      |
| 10        | It's a Wonderful Christmas Carol on 34th Street | 9 grudnia 2005         |
| 11        | Killer Bodies                                   | 16 grudnia 2005        |
| 12        | GRRR                                            | 23 grudnia 2005        |
| 13        | El Dia de Compasion                             | 30 grudnia 2005        |